# Ceriana bergrothi
Ceriana bergrothi är en tvåvingeart som först beskrevs av Samuel Wendell Williston 1892.  Ceriana bergrothi ingår i släktet griffelblomflugor, och familjen blomflugor. Inga underarter finns listade i Catalogue of Life.